# Lago di Candia
Il lago di Candia (in piemontese lagh ëd Candia), sito nel comune di Candia, nel Canavese, a una trentina di chilometri da Torino, è l'ultimo bacino lacustre con elevata naturalità della pianura padana piemontese, prima della barriera montuosa rappresentata dalle Alpi Occidentali.
Questa condizione ne fa un'area umida particolarmente importante per gli uccelli, soprattutto durante i periodi migratori e nei mesi invernali.

## Parco naturale

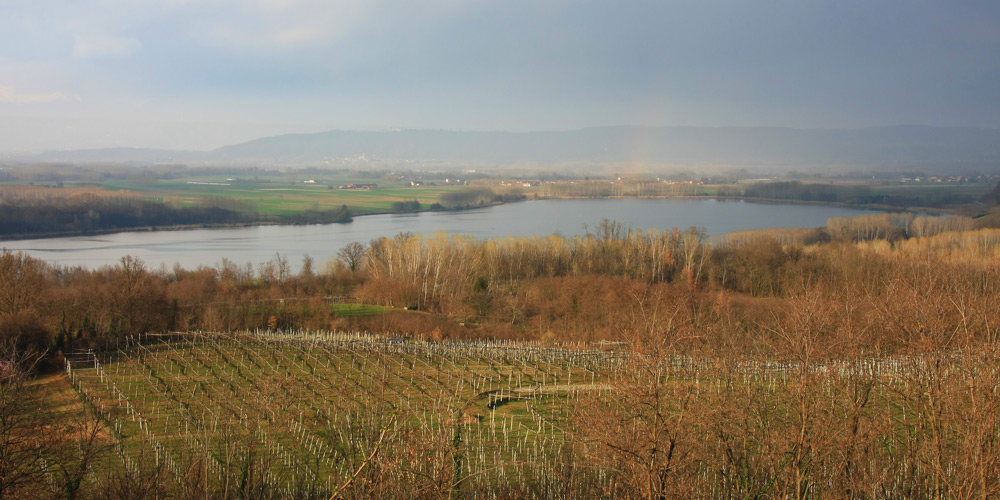
Panorama del lago

Dal 1995 il lago e il territorio circostante sono protetti come parco naturale di interesse provinciale e per tale motivo vige il divieto di caccia. La pesca è consentita solo per alcune specie e solo se muniti di regolare autorizzazione. Il parco naturale del Lago di Candia è stato il primo parco provinciale italiano ad essere istituito, occupa una superficie di 336,17 ha  e vanta un perimetro di circa 11,5 km.
A questa tutela si è aggiunto, nel 2009 il riconoscimento del Lago di Candia come sito di interesse comunitario (codice: IT1110036).

## La leggenda
Il lago di Candia è interessato da una curiosa leggenda, secondo la quale i Salassi, abitanti della zona, erano governati da Ypa, regina e sacerdotessa della dea acquatica Mattiaca. Vivendo un lungo periodo di pace e fertilità, la popolazione si sarebbe moltiplicata a tal punto tanto da decidere di bonificare il lago per coltivare nuove zone e produrre maggior nutrimento. La regina-sacerdotessa avrebbe ordinato ad alcuni uomini, capeggiati dal suo amante, di scavare una galleria di scarico per il lago. Intanto però Ypa si era innamorata di un altro uomo e così, per sbarazzarsi di quello vecchio, avrebbe deciso  di rompere improvvisamente gli argini durante i lavori, compiendo però un errore di valutazione: le acque avrebbero sommerso buona parte del villaggio facendo innumerevoli morti, tra cui il suo nuovo amato.
 La donna colpita dal rimorso si sarebbe suicidata gettandosi nelle acque del lago e pertanto alla prima luna di primavera si riuscirebbe a vedere Ypa prima di gettarsi nel lago.

## Clima
Nella zona di Candia la temperatura media annuale è di circa 12 °C, con temperature medie giornaliere minime in gennaio e massime in luglio. 
Le precipitazioni medie annue sono di circa 815 mm di acqua, con minimi in gennaio e massimi in maggio. 
Il numero medio di giornate di gelo nel corso dell'anno è 55 e i terreni appaiono piuttosto umidi durante tutto l'anno.
Il microclima è temperato, piuttosto umido e senza una vera e propria stagione secca. Gli inverni, con poca neve, temperature basse e molte giornate nebbiose si alternano a estati calde e umide, con piogge improvvise. Le primavere, invece, sono molto variabili, con alternanza continua di pioggia e giornate soleggiate, un po' come in autunno, periodo mite e con numerose giornate di sole.

## Galleria d'immagini

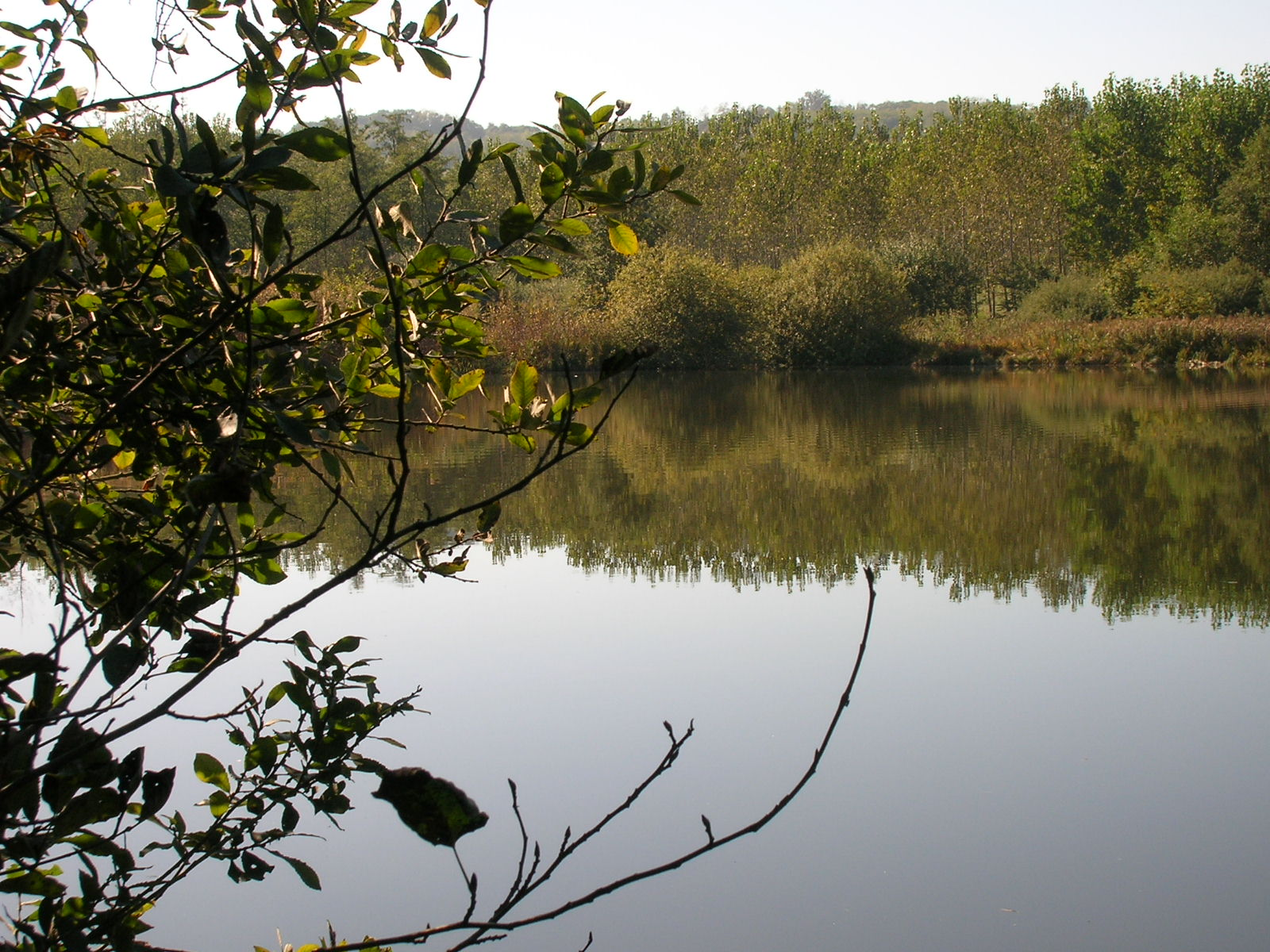
Scorcio della Paludetta
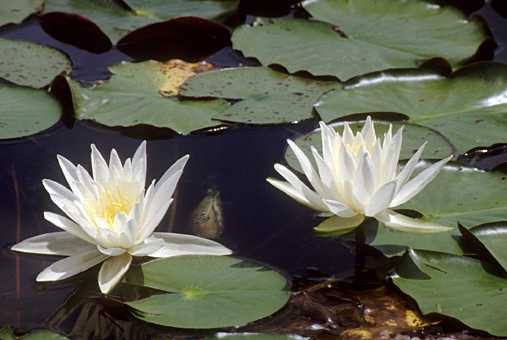
Ninfee Bianche
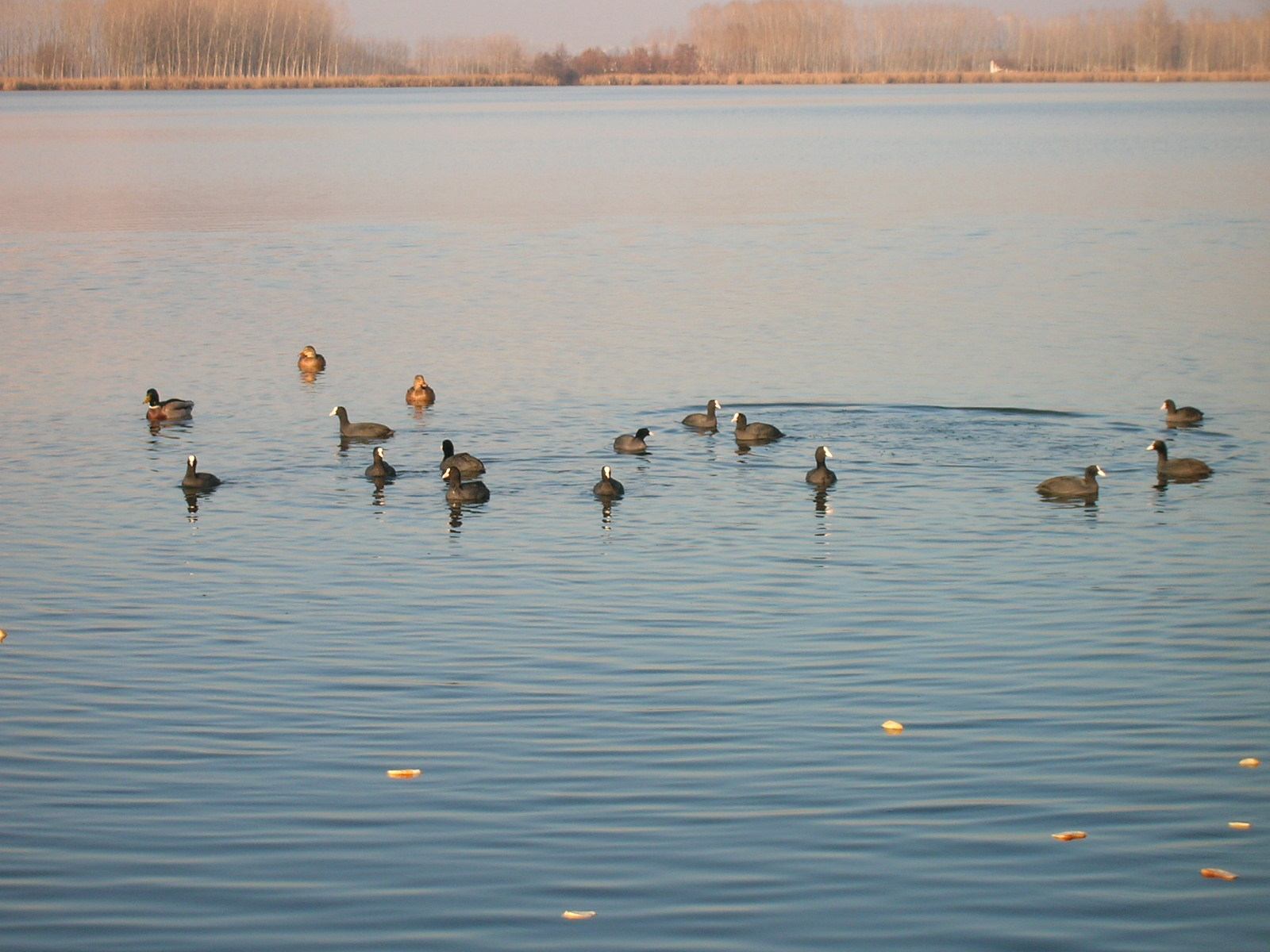
Folaghe e Germani reali sul lago
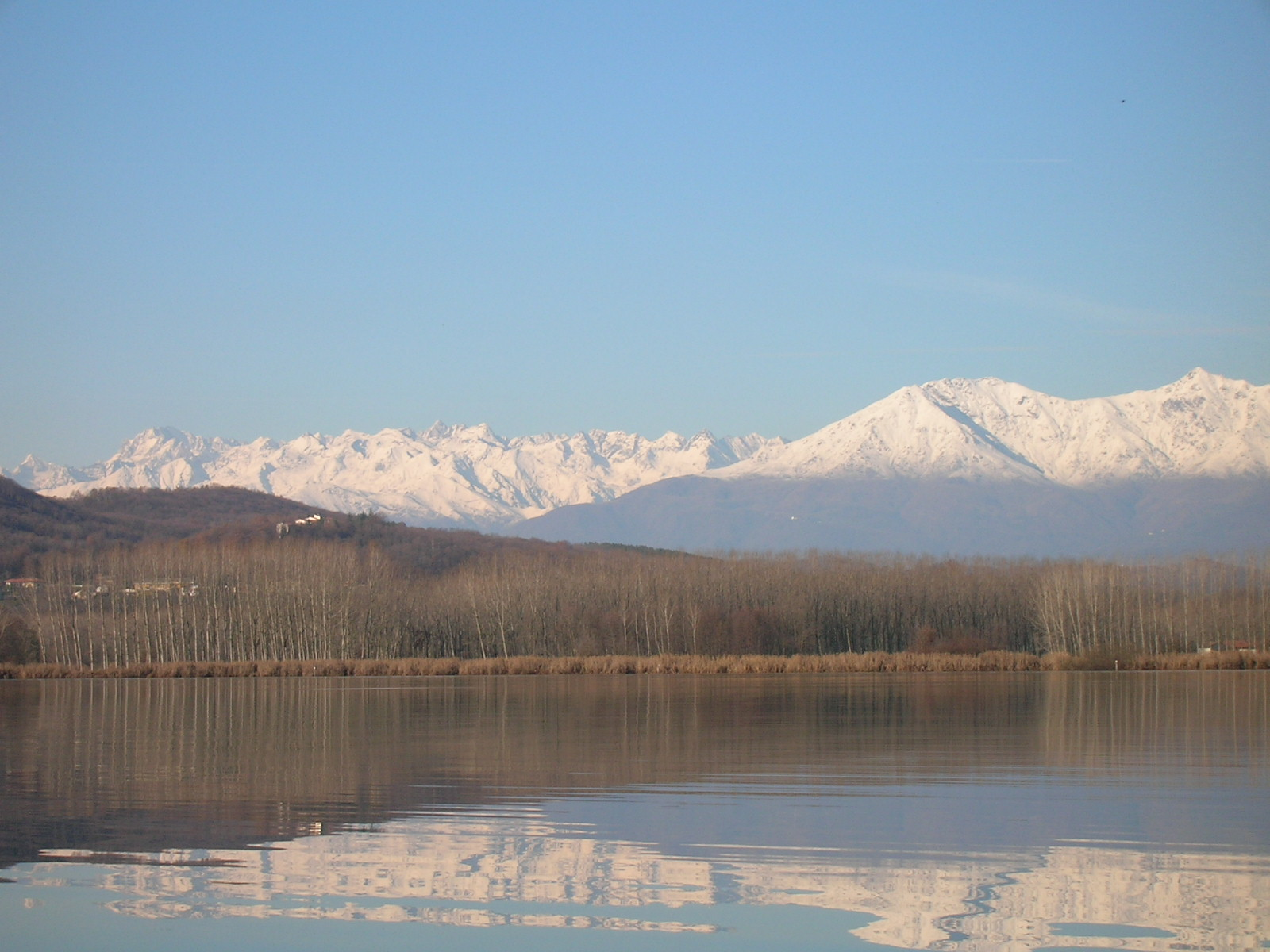
Le montagne che sovrastano il lago
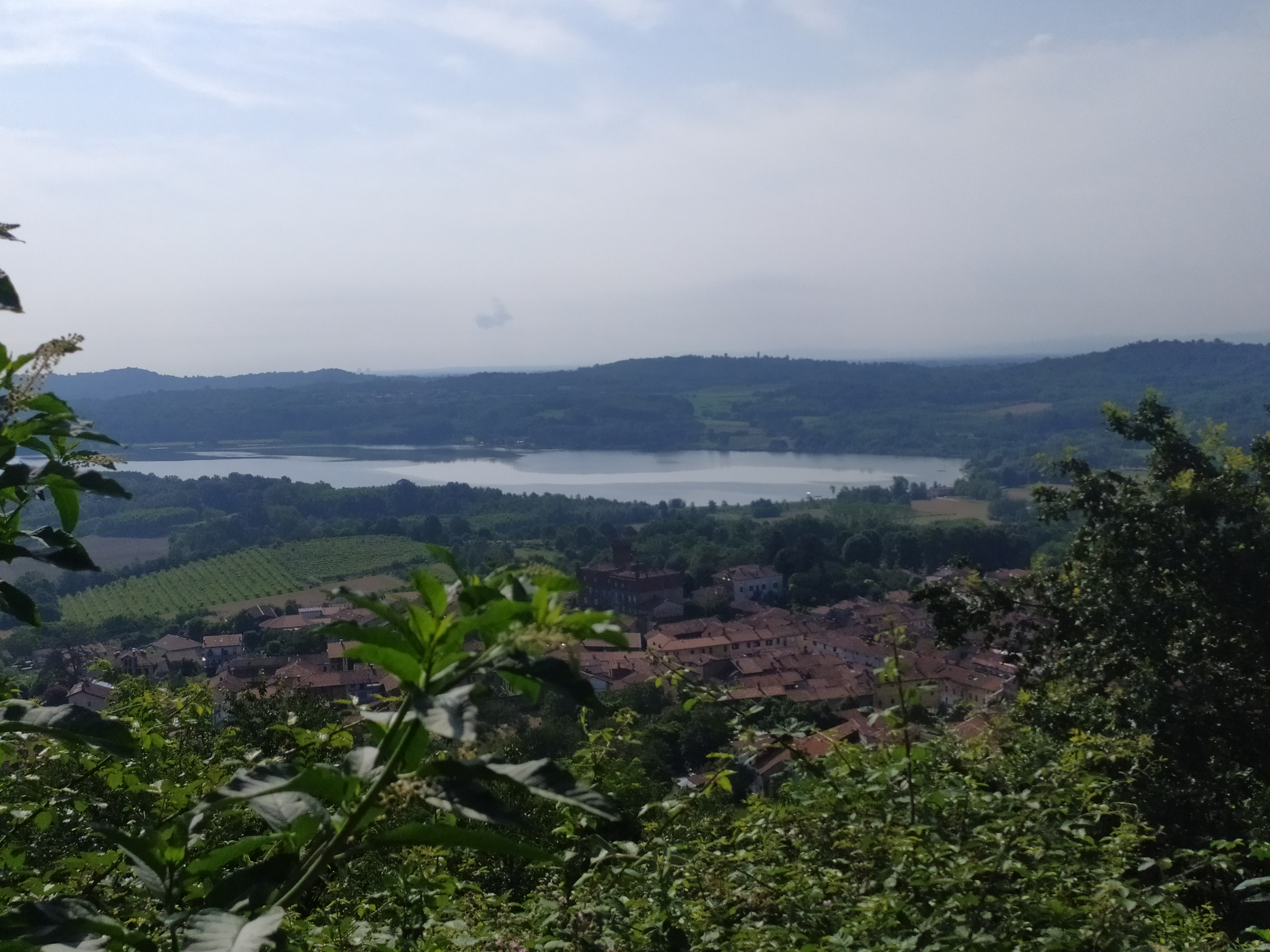
Veduta del lago e di Candia Canavese
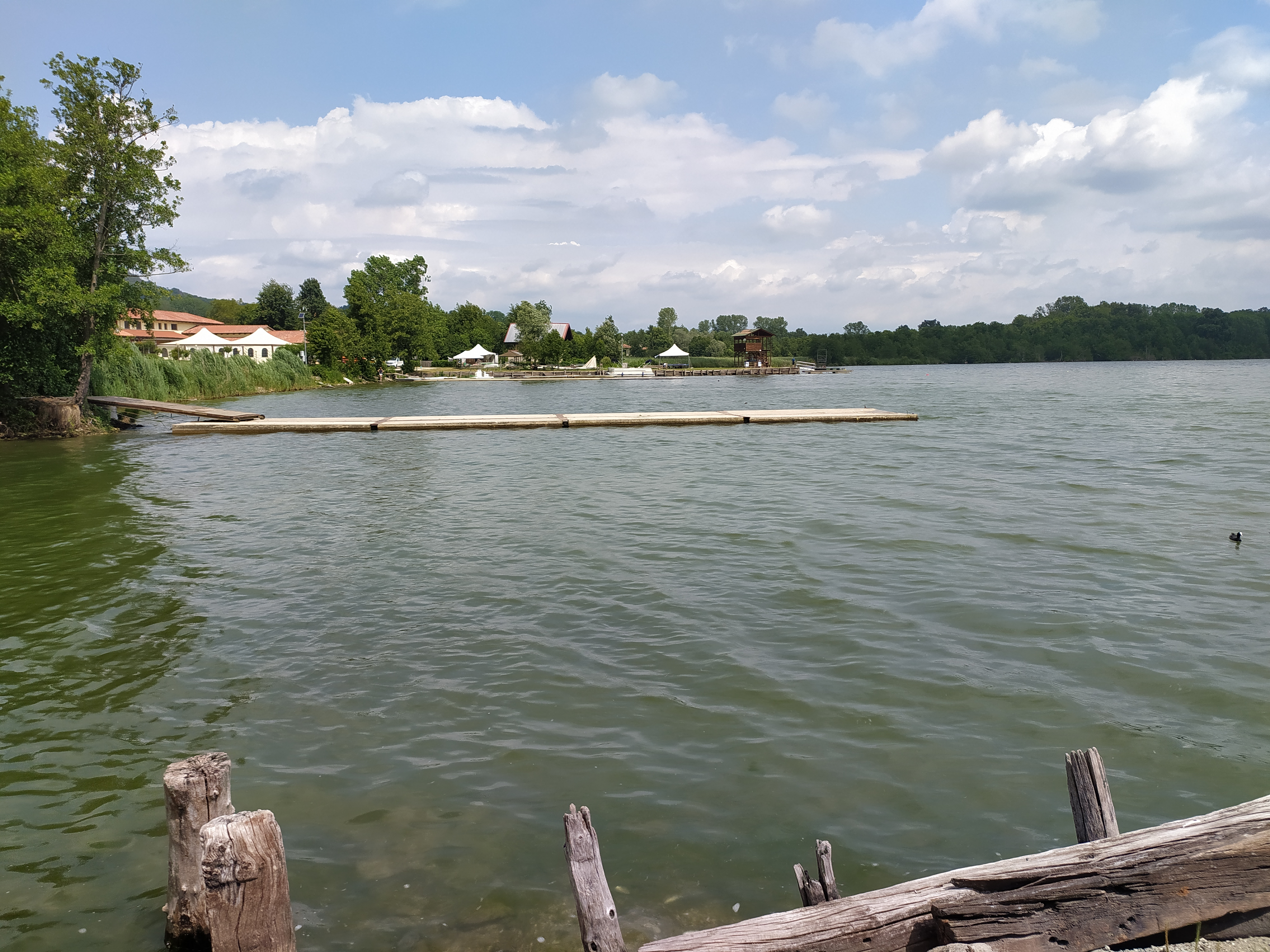
Imbarcadero sul lago di Candia